# Köy
Köy (dt. etwa ‚Ortschaft‘) ist die amtliche Bezeichnung für eine ländliche Siedlung in der Türkei.

## Verwaltung
Die Bezeichnung Köy wird für Siedlungen mit weniger als 2.000 Einwohnern verwendet. Siedlungen mit Einwohnerzahlen zwischen 2.000 und 20.000 werden als Belde (Kleinstadt) und mit darüber liegenden Einwohnerzahlen als Şehir (Stadt) bezeichnet. Der Staat wird in den Dörfern durch den Dorfvorsteher (Muhtar) vertreten. Er wird durch den sogenannten Ältestenrat (ihtiyarlar meclisi) beraten, ein gewähltes Gremium, das um den Dorfimam und den Dorfschullehrer ergänzt wird. Die Dorfbewohner können zu Gemeinschaftsarbeit (imece) verpflichtet werden. Sie dient dem Bau von Straßen, Schulen oder Abwasserkanälen. Auf Beschluss des Ältestenrates kann ferner eine dörfliche Abgabe (salma) erhoben werden. Verwaltungstechnisch werden sehr kleine Siedlungen auch als mahalle einem anderen Dorf angegliedert.

## Struktur

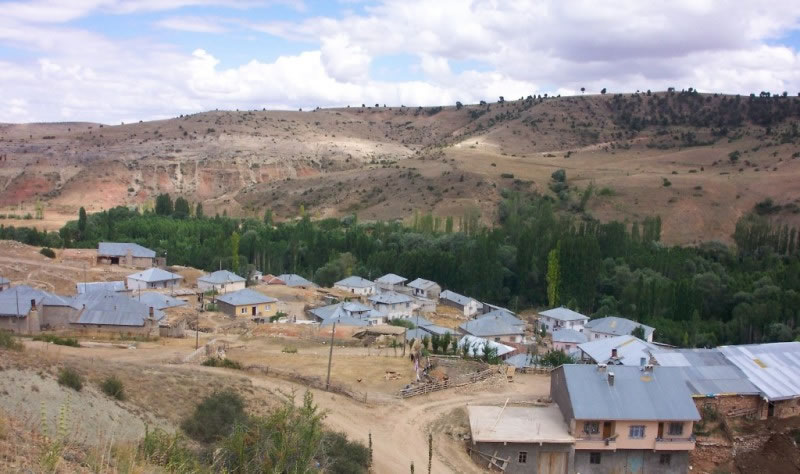
Emlakkale, Şarkışla, ein typisches Köy in der Türkei

Im Jahre 1959 wohnten noch 65,6 Prozent der Gesamtbevölkerung in Dörfern. Im Jahre 2008 lag der Anteil der dörflichen Bevölkerung bei ca. 29 Prozent.
Dörfer in der Türkei haben aufgrund des jahrhundertelangen Fehlens staatlicher Einflussnahme häufig die Form unregelmäßiger Haufendörfer. Mit zunehmendem Alter verdichten sich die Siedlungen. Eine Ausnahme bilden die Dörfer islamischer Flüchtlinge, die sogenannten Muhadschir-Dörfer. Sie entstanden im 19. Jahrhundert und weisen oft ein regelmäßiges, schachbrettartiges Muster auf.
Eine Besonderheit ländlicher Siedlungen in der Türkei sind die periodischen Siedlungen. Sie entstanden mit dem Eindringen nomadischer und halbnomadischer Lebensformen in Anatolien im Zusammenhang mit der türkischen Besiedlung. Die Sommerdörfer nennt man Yayla und die naturgemäß besser ausgebauten Winterdörfer Kışla.

## Besitzstruktur
In Anatolien hat durch die Jahrhunderte das selbständige Kleinbauerntum dominiert. Die traditionelle Hofgröße bezeichnete ein Landgut (çiftlik), das von einem Paar (çift) Ochsen bewirtschaftet werden konnte. Die geringe Größe der Höfe war ebenfalls bedingt durch die Subsistenzwirtschaft. Je nach Bodenqualität schwankte die Größe eines Vollhofes entsprechend der osmanischen Verwaltungstradition zwischen 60 und 120 Dönüm (6–12 ha). Die Erbteilung verursachte zudem eine weitere Zersplitterung der Höfe. Der Anteil der landlosen Bevölkerung liegt im Durchschnitt agrarischer Gesellschaften. In den kurdischen Gebieten im Osten und Südosten der Türkei wurden häufig die Aşiret-Chefs als Landbesitzer in die Register eingetragen. Der Anteil der landlosen Bevölkerung liegt dort zwischen 60 und 80 Prozent.